# Catlett (Virginie)
Pour les articles homonymes, voir Catlett.
Catlett est une census-designated place située dans le comté de Fauquier, dans l’État de Virginie, aux États-Unis. Lors du recensement de 2020, elle comptait 331 habitants.